# Крофордсвилл (Арканзас)
Крофордсвилл (англ. Crawfordsville, Arkansas) — город, расположенный в округе Криттенден (штат Арканзас, США) с населением в 514 человек по статистическим данным переписи 2000 года.

## География
По данным Бюро переписи населения США город Крофордсвилл имеет общую площадь в 1,04 квадратных километров, водных ресурсов в черте населённого пункта не имеется.
Крофордсвилл расположен на высоте 67 метров над уровнем моря.

## Демография
По данным переписи населения 2000 года в Крофордсвилле проживало 514 человек, 142 семьи, насчитывалось 202 домашних хозяйств и 222 жилых дома. Средняя плотность населения составляла около 467,3 человек на один квадратный километр. Расовый состав Крофордсвилла по данным переписи распределился следующим образом: 49,81 % белых, 49,42 % — чёрных или афроамериканцев, 0,19 % — азиатов, 0,58 % — представителей смешанных рас. Испаноговорящие составили 1,17 % от всех жителей города.
Из 202 домашних хозяйств в 29,7 % — воспитывали детей в возрасте до 18 лет, 42,1 % представляли собой совместно проживающие супружеские пары, в 22,3 % семей женщины проживали без мужей, 29,7 % не имели семей. 27,7 % от общего числа семей на момент переписи жили самостоятельно, при этом 13,4 % составили одинокие пожилые люди в возрасте 65 лет и старше. Средний размер домашнего хозяйства составил 2,54 человек, а средний размер семьи — 3,12 человек.
Население города по возрастному диапазону по данным переписи 2000 года распределилось следующим образом: 27,0 % — жители младше 18 лет, 8,8 % — между 18 и 24 годами, 27,0 % — от 25 до 44 лет, 23,9 % — от 45 до 64 лет и 13,2 % — в возрасте 65 лет и старше. Средний возраст жителей составил 37 лет. На каждые 100 женщин в Крофордсвилле приходилось 89,7 мужчин, при этом на каждые сто женщин 18 лет и старше приходилось 91,3 мужчин также старше 18 лет.
Средний доход на одно домашнее хозяйство в городе составил 26 518 долларов США, а средний доход на одну семью — 31 667 долларов. При этом мужчины имели средний доход в 31 250 долларов США в год против 19 205 долларов среднегодового дохода у женщин. Доход на душу населения в городе составил 12 176 долларов в год. 19,4 % от всего числа семей в округе и 21,1 % от всей численности населения находилось на момент переписи населения за чертой бедности, при этом 27,9 % из них были моложе 18 лет и 16,4 % — в возрасте 65 лет и старше.